# Erro-Pass
Der Erro-Pass, span. Puerto de Erro (801 msnm), ist ein Bergübergang für die Regionalstraße N-135 und den Jakobsweg nahe Erro (Ortschaft und Fluss) in der Autonomen Gemeinschaft Navarra.
Am Erro-Pass gibt es neben einem Panoramablick – in nordöstlicher Richtung die Pyrenäen, in südwestlicher Richtung Pamplona – eine über zwei Meter messende Steinplatte, die die Schrittlänge des französischen Helden Roland verdeutlichen soll.
Hinter dem Pass in Richtung Pamplona befindet sich ein als Kuhstall genutztes Gebäude, das als Venta del Puerto oder Venta del Caminante einst Gasthaus für Pilger und andere Reisende war.